# الجوس (الدار الاسود)

تعديل مصدري - تعديل

الجوس محلة تابعة لقرية الدار الأسود، التابعة لعزلة حيسان بمديرية بعدان إحدى مديريات محافظة إب في الجمهورية اليمنية، بلغ تعداد سكانها 102 حسب تعداد اليمن لعام 2004.